# 利哈伊 (犹他州)
利哈伊（英語：Lehi，/ˈliːhaɪ/）是美国犹他州犹他县下属的一座城市。建市于1850年，面积大约为26.68平方英里（69.1平方公里），海拔约为4,564英尺（1,391米）。根据2010年美国人口普查，该市有人口47,407人。